# Wanda Coleman
Wanda Coleman (13 de novembre de 1946 a Los Angeles, Califòrnia – 22 de novembre de 2013 a Los Angeles) fou una poeta afroamericana estatunidenca que va ser coneguda com "la Blueswoman de Los Angeles" i "la poeta laureada no oficial de los Angeles".

## Vida
Wanda Evans va néixer al barri Watts de Los Angeles, on va créixer. Els seus pares foren George i Lewana (Scott) Evans. El 1931 el seu pare va anar a viure a Little Rock, Arkansas després que linxessin a un jove. Ell era un exboxejador que fou amic del campió dels pesos pesats Archie Moore. La seva mare va treballar com a majordoma per Ronald Reagan i altres celebritats.
Després de graduar-se a l'Institut John C. Fremont de Los Angeles, va estudiar a Los Angeles Valley College de Van Nuys. Després va estudiar a la Universitat estatal de Califòrnia a Los Angeles però no va acabar els seus estudis.
Poc després d'abandonar la universitat, es va casar amb Charles Coleman, un home blanc del sud que formava part del Student Non-Violent Coordinating Committee. Posteriorment es va casar dues vegades més. El seu tercer marit fou el poeta Austin Straus.
Després de divorciar-se del seu primer marit, Wanda va treballar en moltes feines com escriure i fins i tot editar en una revista pornogràfica.
Entre el 1981 i el 1996 va dirigir el programa de ràdio "poetry connection" a la ràdio pacífica. En aquest programa va entrevistar a escriptors locals i internacionals.
En les seves obres, tant de ficció com assajos i poemes, Coleman introdueix personatges que pateixen desigualtats socials.
Coleman va rebre beques de la Fundació John Simon Guggenheim, la National Endowment for the Arts i el Consell de les Arts de Califòrnia. Enre els premis que ha rebut, destaca un premi emmy (1999), el premi Lenore Marwhall i va ser finalista el 2001 en els Premis Nacionals de Literatura.

## Controvèrsia
Tot i que solia rebre crítiques positives de les seves obres, Coleman va esdevenir notable després de fer una crítica negativa del llibre de Maya Angelou, A Song Flung Up to Heaven. Coleman va dir que aquest llibre era petit i poc autèntic, sense idees ni visió. Aquesta crítica va provocar respostes positives i negatives, a més de cancel·lacions d'alguns esdeveniments que havia de protagonitzar.

## Obres
- The World Falls Away.  University of Pittsburgh Press, 2011. ISBN 9780822961642.
- Jazz and Twelve O'Clock Tales.  Black Sparrow, 2008. ISBN 9781574232127.
- My Crowning Glory. Brickbat Revue. 2006.
- The Riot Inside Me: More Trials & Tremors.  Black Sparrow, 2005. ISBN 9781574232004.
- Wanda Coleman--Greatest Hits: 1966-2003.  Pudding House Publications. ISBN 9781930755192.
- Ostinato Vamps Pitt Poetry Series, 2003-2004. ISBN 9780822958338
- Mercurochrome.  Black Sparrow, 2001. ISBN 9781574231533. finalista del premi National Book.
- Mambo Hips and Make Believe: A Novel.  Black Sparrow, 1999. ISBN 9781574230949.
- Bathwater Wine.  Black Sparrow, 1998. ISBN 9781574230642.
- Native In a Strange Land: Trials & Tremors.  Black Sparrow, 1996. ISBN 9781574230222.
- American Sonnets Woodland Pattern 1994.
- Hand Dance.  Black Sparrow, 1993. ISBN 9780876858967.
- African Sleeping Sickness: Stories & Poems.  Black Sparrow, 1990. ISBN 9780876858127.
- A War of Eyes and Other Stories.  Black Sparrow, 1988. ISBN 9780876857359.
- Heavy Daughter Blues: Poems & Stories 1968-1986 Black Sparrow 1987.
- Imagoes Black Sparrow 1983. ISBN 9780876855096
- Mad Dog Black Lady.  Black Sparrow, 1979. ISBN 9780876854129.